# Incense and Peppermints
Incense and Peppermints är den amerikanska gruppen Strawberry Alarm Clocks debutalbum, utgivet 1967.
Bara av namnet på gruppen och en titt på omslaget till skivan kan man få en uppfattning om vad det är för musik det rör sig om. Titelspåret blev gruppens framgångsrikaste sång, och satte en sorts mall för gruppens sound och image.

## Låtlista
1. The World Is on Fire (Strawbery Alarm Clock) 8:25
2. Birds in My Tree (Bartek/Bunnell) 1:53
3. Lose to Live (Weitz) 3:16
4. Strawberries Mean Love (Bartek/Bunnell) 3:01
5. Rainy Day Mushroom Pillow (Bartek/Bunnell) 3:04
6. Paxton's Back Street Carnival (Bartek/Bunnell) 2:04
7. Hummin' Happy (Bunnell/Seol) 2:26
8. Pass Time With the Sac (Strawbery Alarm Clock) 1:22
9. Incense and Peppermints (Carter/Golbert) 2:48
10. Unwind With the Clock (Freeman/King) 4:13
11. Birdman of Alkatrash (Weitz) 2:13